# 서울구룡초등학교
서울구룡초등학교는 대한민국 서울특별시 강남구에 있는 공립 초등학교이다.

## 학교 연혁
- 1985년 5월 6일: 서울구룡초등학교 개교 (21학급 1,285명)
- 1998년 11월 11일: 21세기를 위한 타임캡슐 묻음
- 1999년 9월 18일: 제22회 서울특별시장배 축구대회(어린이 축구부) 우승
- 2000년 8월 18일: 전국 축구대회 우승 (남자부)
- 2002년 5월 14일: 전국체전 축구부 준우승
- 2003년 9월 5일: 강남 통일체험관, 어학실 개관
- 2006년 5월 12일: 컴퓨터교육실 컴퓨터 교체 (60대)
- 2007년 8월 25일: 교실바닥 교체 공사 (18실)
- 2008년 12월 31일: 영어전용교실 개관
- 2009년 5월 19일: 도서관 개관
- 2010년 2월 1일: 강당 개관
- 2010년 9월 6일: 급식실 개관
- 2012년 2월 15일: 최신 음악실 개관
- 2012년 3월 14일: 특수교육 자람반 개관
- 2012년 3월 20일: 운동장 놀이시설 확충
- 2012년 8월 28일: 본관 외부 도색 및 음수대 개선
- 2013년 1월 7일: 학교 울타리 조성
- 2013년 5월 31일: 강남 소년 축구대회 우승
- 2014년 9월 1일: 제10대 오남영 교장 부임
- 2014년 10월 11일: 청소년 6인 미니축구대회 서울시 우승
- 2015년 2월 13일: 제29회 졸업식
- 2020년 9월 1일: 제12대 소양호 교장 부임
- 2021년 2월 10일: 제35회 졸업식(남 52명, 여 49명, 계 101명)
- 2025년 5월 6일: 개교 40주년

## 참고 자료
- 서울구룡초등학교 - 한국교육학술정보원 학교알리미